# Verghereto
Verghereto is een gemeente in de Italiaanse provincie Forlì-Cesena (regio Emilia-Romagna) en telt 2017 inwoners (31-12-2004). De oppervlakte bedraagt 117,8 km², de bevolkingsdichtheid is 17 inwoners per km².

## Demografie
Verghereto telt ongeveer 837 huishoudens. Het aantal inwoners daalde in de periode 1991-2001 met 11,9% volgens cijfers uit de tienjaarlijkse volkstellingen van ISTAT.
| Jaar | Inwoneraantal |
| ---- | ------------- |
| 1991 | 2302          |
| 2001 | 2027          |

## Geografie
Verghereto grenst aan de volgende gemeenten: Badia Tedalda (AR), Bagno di Romagna, Casteldelci (PU), Chiusi della Verna (AR), Pieve Santo Stefano (AR), Sant'Agata Feltria (PU), Sarsina.
Bij Verghereto ligt de berg Fumaiolo, waar de Tiber begint. De gemeente biedt sinds 1999 mos van die berg aan dat gebruikt wordt voor de kerststal op het Sint Pietersplein in Rome.
Bagno di Romagna · Bertinoro · Borghi · Castrocaro Terme e Terra del Sole · Cesena · Cesenatico · Civitella di Romagna · Dovadola · Forlimpopoli · Forlì · Galeata · Gambettola · Gatteo · Longiano · Meldola · Mercato Saraceno · Modigliana · Montiano · Portico e San Benedetto · Predappio · Premilcuore · Rocca San Casciano · Roncofreddo · San Mauro Pascoli · Santa Sofia · Sarsina · Savignano sul Rubicone · Sogliano al Rubicone · Tredozio · Verghereto
- Gemeinsame Normdatei: 7624878-1
- Virtual International Authority File: 243227582

1. ↑  https://demo.istat.it/?l=it.